# Francis Fukuyama
Francis Fukuyama (Chicago, 27 ottobre 1952) è un politologo statunitense, noto per essere l'autore del saggio politico La fine della storia e l'ultimo uomo, pubblicato nel 1992.
Nel saggio, Fukuyama sostiene che la diffusione delle democrazie liberali, del capitalismo e lo stile di vita occidentale in tutto il mondo potrebbe indicare la conclusione dello sviluppo socioculturale dell'umanità e divenire pertanto la forma definitiva di governo nel mondo. Tuttavia successivamente, con il libro Fiducia (1996), ha modificato in parte la tesi del saggio precedente. Fukuyama è inoltre associato alla nascita del movimento neoconservatore, dal quale nei primi anni duemila si è poi distanziato.

## Biografia
Francis Fukuyama nasce a Chicago, nell'Illinois. Il nonno paterno aveva lasciato il Giappone nel 1905 a causa della guerra russo-giapponese e aveva aperto un negozio sulla costa occidentale degli Stati Uniti prima di essere internato, in quanto giapponese, durante la seconda guerra mondiale. Il padre, Yoshio Fukuyama, era un sacerdote della Chiesa congregazionale e aveva ottenuto un dottorato in sociologia all'Università di Chicago. La madre, Toshiko Kawata, era nata a Kyoto ed era figlia di un importante professore universitario. Francis, figlio unico, cresce a Manhattan entrando in contatto solo marginalmente con la cultura giapponese, di cui non apprende la lingua. Nel 1967 la sua famiglia si sposta a State College, in Pennsylvania.
Fukuyama ottiene la laurea in studi classici presso l'università Cornell, dove segue un corso di filosofia politica sotto Allan Bloom, per poi passare all'Università di Yale per proseguire gli studi in letteratura comparata. Dopo aver trascorso sei mesi a Parigi per studiare sotto Roland Barthes e Jacques Derrida, Fukuyama cambia facoltà e decide di passare a scienze politiche ad Harvard. Ottenne il dottorato in scienze politiche con una tesi sulle minacce da parte dell'Unione Sovietica di intervento nel Medio Oriente. Nel 1979 si unisce alla Rand Corporation.
Il suo pensiero è divenuto noto grazie all'opera Fine della storia (1992), nella quale Fukuyama ipotizza che, a livello ideologico, l'umanità abbia vissuto con il comunismo e il capitalismo il culmine del pensiero politico, proponendo così una versione attualizzata della dialettica hegeliana. Ha insegnato presso la George Mason University e la Paul H. Nitze School of Advanced International Studies -SAIS- della Johns Hopkins University di Washington, dove ha diretto il dipartimento per lo Sviluppo Internazionale. Dal 2011, Francis Fukuyama insegna presso la Stanford University, a Palo Alto, in California. Nel 2011 ha pubblicato The Origins of Political Order, prima parte di uno studio dedicato alla storia di alcune istituzioni politiche dalla preistoria a oggi; il progetto è stato completato nel 2014 con la pubblicazione di Political Order and Political Decay.

## Pensiero

### The End of History and the Last Man(La fine della storia e l'ultimo uomo, 1992)
Nel suo più celebre saggio politico, Fukuyama interpreta la storia dell'umanità come un unico processo di evoluzione che termina alla fine del XX secolo. Un ulteriore sviluppo di questo processo, che va oltre il traguardo dello stato liberale e democratico, è da escludere. I motivi di questa stagnazione evolutiva sono principalmente:
- la scienza naturale e l'economia moderna;
- l'emancipazione.

Secondo Fukuyama, la malvagità dei regimi totalitari del XX secolo ha influenzato il pensiero di molti intellettuali in maniera tale da rendere pessimiste le loro previsioni e tesi politiche. Nello stesso tempo dimenticano, però che la caduta del muro di Berlino e le conseguenze, ovvero la dissoluzione dell'impero sovietico rappresentano ottime premesse per raggiungere il traguardo comune delle società occidentali: lo stato liberale e democratico, fondato sui principi fondamentali dei diritti dell'uomo.
Anche il fascismo non si può considerare un'alternativa, perché la sua ideologia è stata sradicata già durante e dopo la seconda guerra mondiale. Inoltre, con la caduta del muro di Berlino (1989), nessun sistema totalitario può essere considerato un'alternativa allo stato liberale, se si accettano i diritti fondamentali dell'umanità. Questo è il risultato empirico dovuto ai cambiamenti della politica internazionale. Le cause principali che hanno portato alla fine delle ideologie totalitarie vengono analizzate nella maniera che segue.

#### Fascismo
Per quanto riguarda il fascismo, Fukuyama sostiene che questa ideologia politica abbia avuto al suo interno un problema strutturale dovuto al militarismo. Il militarismo e le dottrine riguardanti la razza pura hanno creato conflitti con altre nazioni e minoranze etniche, che hanno fatto emergere una violenza sociale inevitabile.

#### Comunismo
Secondo Fukuyama il comunismo ha incontrato le maggiori difficoltà nella gestione dell'economia popolare. Mantenere lo standard di vita che aveva raggiunto la popolazione sovietica negli anni settanta era diventato impossibile. Inoltre le continue bugie propagandistiche hanno provocato una mancanza di fiducia da parte dell'intera popolazione sovietica. Grazie alla politica della Perestrojka, anche i maggiori esponenti della politica sovietica avevano compreso che il comunismo aveva perso la legittimità come sistema politico.

#### Liberalismo e democrazia
Il liberalismo inteso da Fukuyama è costituito principalmente dal dogma dello stato legale e dai diritti fondamentali dell'uomo, che possono essere difesi contro lo Stato. Per garantire un benessere sociale però è opportuno stabilizzare l'economia popolare consentendo ai singoli attori di agire liberamente secondo le leggi del mercato. La democrazia gioca un ruolo altrettanto fondamentale, perché responsabilizza la popolazione, permettendole di agire a livello politico per contrastare le decisioni dello Stato che offendono i principi del liberalismo.

#### Teoria dell'evoluzione universale e sociopolitica
Fukuyama sostiene che l'evoluzione non avviene in maniera del tutto casuale, quale cieca concatenazione di eventi ("blind concatenation of events"). Sono infatti i principi del liberalismo a dettare l'evoluzione, contrassegnata e spinta dalla forza della razionalità. Qualsiasi sistema totalitario offende i diritti dell'uomo ed è condannato al fallimento istituzionale. Il fallimento dunque viene posto come stato evolutivo teleologico, ovvero tutt'altro che casuale.

### The Great Disruption(La grande distruzione, 1999)
In questo saggio del 1999, Fukuyama descrive il cambiamento sociale dovuto alla nuova tecnologia mediatica, soprattutto causata dallo sviluppo della comunicazione telematica. Gli stati industrializzati hanno raggiunto il culmine economico e produttivo e si apprestano a ripartire alla volta di una nuova società basata sulla informazione telematica e sui mezzi di comunicazione. Questo cambiamento comporterà secondo Fukuyama dei danni sociali, da cui scaturiranno le seguenti problematiche:
- diminuzione del capitale sociale delle culture occidentali;
- deterioramento morale causato da un estremo individualismo (patchwork);
- indebolimento della famiglia e diminuzione delle nascite;
- aumento della criminalità;
- aumento della disoccupazione, dovuta soprattutto alla chiusura di molte industrie;
- radicale cambiamento dei rapporti interpersonali.

Nello stesso tempo, le società adotteranno dei metodi per poter superare queste difficoltà. Ci saranno nuove forme di etica, ad esempio l'etica mediatica, ma soprattutto si riuscirà a superare questa situazione sociale grazie al sostegno e la ristrutturazione del capitale sociale. Il capitale sociale, per Fukuyama, rappresenta un'indicazione valida per stabilire se una società sia capace di autogestirsi. Il capitale sociale viene definito come l'insieme delle norme formali e informali, che vengono condivise dalla maggior parte dei membri di una società e che permettono una cooperazione effettiva.
Secondo Fukuyama, ogni società è in possesso della capacità di auto-organizzarsi, la quale permette di superare il passaggio traumatico da un'era all'altra. Nel corso del XX secolo si è assistito al passaggio dall'era industriale a quella post-industriale (o dell'informazione), a causa del quale i valori culturali di riferimento si sono fortemente modificati; tuttora è in atto un processo di ricostruzione dell'ordine sociale, dovuto sicuramente anche al fatto che l'essere umano è, per natura, un animale socievole, che tende a ripristinare l'ordine, non potendo vivere nell'irrazionalità.

### Our Posthuman Future(L'uomo oltre l'uomo, 2002)

#### Critica al transumanesimo
Nel suo libro Our Posthuman Future (2002), Francis Fukuyama sostiene che le ricerche eugenetiche e biogenetiche possono realmente minare gli ideali progressisti della democrazia liberale, attraverso una mutazione radicale della natura umana. Il nuovo movimento transumanista può inoltre provocare un cambiamento sociale tale da mettere in pericolo le idee progressiste della democrazia liberale, basate sull'uguaglianza degli esseri viventi. Francis Fukuyama ammette che, ne La fine della storia, aveva mancato di prendere in considerazione gli effetti della scienza moderna biogenetica e del movimento transumanista. In particolare, Fukuyama critica i cambiamenti demografici e sociali che possono avvenire mediante l'eugenetica:
- prolungamento della vita con conseguente aumento degli anziani;
- screening embrionale con una conseguente selezione embrionale;
- discriminazione sessuale e genetica.

Il prolungamento della vita avviene, secondo Fukuyama, puramente a livello fisiologico. Nello stesso tempo le capacità intellettive degli anziani diminuiranno col passare degli anni. La rigidità intellettuale comporterà dei problemi sociali non indifferenti. Aumenteranno gli ospizi, ma soprattutto aumenterà la discriminazione nei confronti degli anziani e i giovani saranno una rarità. Inoltre molti anziani non riusciranno a seguire gli sviluppi repentini della tecnologia e potranno avere ulteriori difficoltà nella gestione della vita quotidiana.

## Opere tradotte in italiano
- La fine della storia e l'ultimo uomo, Milano, Rizzoli, 1992. ISBN 88-17-84173-0
- Fiducia, Milano, Rizzoli, 1996. ISBN 88-17-84500-0
- La grande distruzione. La natura umana e la ricostruzione di un nuovo ordine sociale, Milano, Baldini & Castoldi, 2001. ISBN 88-8490-057-3
- L'uomo oltre l'uomo. Le conseguenze della rivoluzione biotecnologica, Milano, A. Mondadori, 2002. ISBN 88-04-50687-3
- Esportare la democrazia. State-building e ordine mondiale nel XXI secolo, Torino, Lindau, 2005. ISBN 88-7180-531-3
- America al bivio. La democrazia, il potere e l'eredità dei neoconservatori, Torino, Lindau, 2006. ISBN 88-7180-574-7
- Identità. La ricerca della dignità e i nuovi populismi, Milano, UTET, 2019. ISBN 9788851167813